# Gaia Online
Gaia Online（ガイアオンライン）は、日本のアニメスタイルで構築されたオンラインロールプレイングウェブサイトである。2003年2月18日にDerek Liu（ガイアでは「Lanzer」として知られる）によって設立され、2005年時点でのユーザー数は300万人を超えている。このサイトは、英語圏における最大の電子掲示板の一つとして知られている。
Gaia Onlineの主な特徴には以下のようなものがある。
- ガイアジャーナル、ウェブログの一種。
- 友だちリスト。
- ガイアフィシング、釣りのフラッシュゲーム。
- チャット。
- ガイアハウシング, ショックウェーブでシムピープルらしい家がたてる。

Gaia Onlineは、無料のサービスとして提供されており、アルファ版のステージからスタートした。

## ガイアゴールド
ガイアゴールドとはガイアオンラインの通貨である。色々な風に稼ぎ取っている。
- 新しいスレッドを作ること。
- スレッドに返事を書くこと。
- ポールで投票すること。
- サイト内でクリックすること。
- アートアリーナに絵を出すこと。
- アートアリーナで投票する、又はコメントすること。
- 友達をガイアオンラインに招待すること。
- ミニショップとしてアートと自分のサービスを売ること。
- 他のユーザーからのプレゼントをもらうこと。
- フィシングでの釣られた魚を他のユーザーとかストアに売ること。
- 要らないアイテムを他のユーザーとかストアに売ること。

## ガイアのNPC達 (ノンプレイヤーキャラクター)
- Johnny K. Gambino (ジョンニー・ガンビノ)
- Gino Gambino (ジーノ・ガンビノ)
- The Von Helson Sisters (ヴォン・ヘルソン姉妹)
- Ian (イアン)
- Rufus (ルーファス)
- Leon (リーオン)
- Rina (リーナ)
- Meredith (メレディッス)
- Sasha (サシャ)
- Ruby (ルービー)
- Peyo (ペヨー)
- Agatha (エーガサ)
- Edmund (エドマンド)
- Moira (モイラ)
- Vanessa (ヴァネッサ)
- Cindy Donovinh (シンディー・ドノヴィン)
- Logan (ローガン)
- Liam (リアム)
- Josie (ジョーズィ)
- Bildeau (ビルドー)
- Bloudeau (ブロードー)
- Ribateau (リバトー)
- Nicolae (ニコライ)
- Flynn (フリーン)
- Mirai (ミライ)
- The LabTechs (ラッブ・テック)
- Grunny (グランニ)
- LabTechX (ラッブ・テック・エックス)
- Jack (ジャック)
- The Easter Bunny
- Louie
- Diedrich
- Carl
- Kanoko (かのこ）
- Brennivin
- Radio Jack
- Hatsuya
- Saiph
- Rigel
- Mintaka